# Mount Farnham
Mount Farnham je nejvyšší hora Purcellova pohoří v Britské Kolumbii v Kanadě.
Leží na jihovýchodě kanadské provincie, západně od údolí Trench Valley, řeky Columbie a města Radium Hot Springs.
Vrchol hory je pokryt velkými ledovcovými splazy.
Mount Farnham je pojmenován po newyorském designérovi a metalurgovi Pauldingu Farnhamovi.